# 10900 Folkner
10900 Folkner è un asteroide della fascia principale. Scoperto nel 1997, presenta un'orbita caratterizzata da un semiasse maggiore pari a 2,4185248 UA e da un'eccentricità di 0,1730919, inclinata di 3,34088° rispetto all'eclittica.